# Chloe Sutton
Chloe Sutton, née le 3 février 1992 sur la Vandenberg Air Force Base (Californie), est une nageuse américaine, spécialiste du 400 m nage libre et des courses de longue distance.

## Carrière
Elle a participé à deux éditions des jeux olympiques, en 2008 à Pékin où elle s'est classée 22e au 10 kilomètres en eau libre et en 2012 à Londres terminant dixième des demi-finales du 400 mètres nage libre. Aux Championnats du monde 2011, elle prend la quatrième place du 800 m nage libre, son meilleur résultat mondial en grand bassin.

## Palmarès

### Championnats du monde

#### En petit bassin
- Championnats du monde en petit bassin 2012 à Istanbul (Turquie) :
  -  Médaille d'argent du 400 m nage libre
  -  Médaille de bronze du 800 m nage libre

#### En eau libre
- Championnats du monde de natation en eau libre 2008
  -  Médaille de bronze du 10 km en eau libre

### Championnats pan-pacifiques
- Championnats pan-pacifiques 2006
  -  Médaille d'or du 10 km en eau libre

- Championnats pan-pacifiques 2010
  -  Médaille d'or du 800 m nage libre
  -  Médaille d'argent du 800 m nage libre

### Jeux panaméricains
- Jeux panaméricains 2007
  -  Médaille d'or du 10 km en eau libre